# Ashkali
Gli Ashkali costituiscono una popolazione specifica impiantata nel sud dei Balcani.

## Caratteristiche
Gli Ashkali si distinguono sia dalle popolazioni maggioritarie locali che dalle popolazioni romani, anche se sono talvolta ancora confusi da alcuni con queste ultime.
Dal canto loro, i rom e le popolazioni maggioritarie li distinguono anch'essi chiaramente, nonostante non esistano dei tratti somatici decisivi per identificarli, poiché praticamente tutte le sfumature di fisionomia e di colore della pelle possono essere rappresentate, come d'altronde presso i rom (una tinta scura è malgrado ciò simbolicamente attribuita alla loro apparenza).
A seconda del paese, portano dei nomi differenti: il loro endonimo ancestrale ashkali è il più corrente nelle aree della ex-Jugoslavia, dove sarebbero circa 80 000, quasi tutti in Kosovo (gli albanesi del Kosovo li chiamano "magjup" e li distinguono dai rom, che chiamano "gabelë", termine offensivo). Se ne incontrano circa 50.000 in Macedonia, dove sono chiamati "egyuptsi". In Albania sono conosciuti con i nomi di "jevg" o "evgjit" e il loro numero potrebbe arrivare a 60.000, mentre in Bulgaria, dove sono chiamati "ag[y]upti", il loro centro urbano principale è Madan, nei Rodopi, che ospita 12.000 persone (20.000 altre sarebbero ripartite nel paese, soprattutto a est). In Grecia si chiamano comunemente "kyptoi", ma le autorità li denominano "mohamedani"; assai poco numerosi, vivono in Tracia e ad Atene (nel quartiere di Gazi). In Turchia, dove non esistono stime sul loro numero, sono chiamati "kıpti". Qualche migliaio di balcano-egiziani vivono in Germania, Svizzera e Francia come lavoratori stranieri o rifugiati. Al di fuori dal Kosovo, il nome "ashkali" è praticamente sconosciuto agli interessati.

## Origine
Tutti i termini che designano questa popolazione (con l'eccezione di ashkali, di origine sconosciuta e forse proveniente dal termine dialettale albanese ashk, “scheggia di legno”), derivano dalla parola “Egitto” (paese chiamato “Evgjitëri” in albanese classico). Inoltre, gli anziani affermano di essere venuti da “Misiri”, che è il nome turco, di origine semitica, per “Egitto”. Percepiti da sempre dai loro vicini immediati come un gruppo a parte, alcuni ashkali cominciano ad affermarsi come "balcano-egiziani" negli anni ottanta in Jugoslavia; questa coscienza, inizialmente limitata a un pugno di persone, si estese poi in Albania. Gli avvenimenti in Kosovo, dove molti di loro presero le parti degli albanesi, proiettarono questa popolazione sulla scena europea, soprattutto quando si trovarono ad essere vittima di atti di pulizia etnica.
La riscoperta della loro origine egiziana è stata confortata dalla pubblicazione di un documento degli archivi vaticani che menziona la partenza verso l'Asia minore e i Balcani di 300.000 egiziani, tutti uomini, tra il 306 e il 337 d.C.; ciò corrisponderebbe alla grande persecuzione di Diocleziano contro i cristiani d'Egitto (303 – 313). Questi rifugiati si sarebbero installati nei Balcani, dove degli egiziani avevano già da molti secoli delle basi lungo la Via Egnatia, che univa Epidamnos (o Dyrrachium, l'odierna Durazzo) a Costantinopoli. I rifugiati non si sarebbero dunque recati per caso in questa regione, che conoscevano già per sentito dire. La scoperta in Macedonia di icone di tipo copto in terracotta confermerebbe anche questa ipotesi. Infine la tradizione orale fa riferimento alla presenza di schiavi egiziani nelle miniere di magnesio della regione di Stogovo, dove sono state esumate delle tombe attribuite agli egiziani.

## Lingua
I balcano-egiziani non hanno altra lingua materna che quella della popolazione maggioritaria della loro regione (albanese in Serbia, Kosovo e alcune regioni della Macedonia, macedone altrove ecc.), salvo in Grecia, dove sono in maggioranza turcofoni. La loro parlata presenta tuttavia dei tratti dialettali: per esempio, a Tirana è una forma arcaica di albanese locale, con delle intonazioni e delle forme specifiche (come tsinàre per cigare, “sigaretta”), alcune parole prestate dal romaní e qualche altra di origine sconosciuta, come nok (“sguardo”), aspi (“taci”), čoče (“straniero”). Sembra tuttavia audace avvicinare queste parole al copto naw ("sguardo"), aspe ("lingua"), čače ("nemico").

## Religione e costumi
Attualmente i balcano-egiziani sono musulmani (salvo recente conversione individuale all'ortodossia) ma sembra che la loro islamizzazione non risalga a molto prima del XIX secolo, come sottolineano i loro anziani a Tirana, che si reclamano di origine cristiana; da notare che festeggiano San Naum e Sant'Athanase, che furono prelati di Alessandria nel IV secolo. Malgrado ciò, il loro attaccamento attuale all'Islam, sovente sotto una forma radicale, è a volte molto forte con un centro culturale a Ferizaj / Uroševac. Inoltre, sono conosciuti per la loro grande fiducia in tutte le forme di magia e divinazione. I loro rituali (circoncisione, matrimonio, funerali ecc…) sono quelli della popolazione maggioritaria.

## Integrazione economica e sociale
Non possedendo né una lingua né dei rituali specifici, i balcano-egiziani si sono in gran parte fusi con la popolazione maggioritaria e non sono percepiti come allogeni che da chi conosce il loro lignaggio o quando si dichiarano tali. Possiamo quindi tracciare un quadro solo per i balcano-egiziani “visibili”, cosa che falsa senza dubbio l'immagine generale, nella misura in cui quelli che possono essere identificati come tali appartengono a degli strati sociali molto sfavoriti (strati conosciuti per la loro cattiva gestione dell'economia domestica). Tuttavia, numerosi sono i piccoli artigiani, tra cui: falegnami, fabbri (lavorano in piedi e non seduti per terra, a differenza dei rom), imbianchini ecc… in Iugoslavia e Macedonia, lavorano sovente la terra – anche a differenza dei Rom. La maggioranza tuttavia sopravvive mediante piccoli mestieri di strada. In passato preparavano il carbone di legno.

## Arti e cultura
I balcano-egiziani non hanno sviluppato un'arte specifica. Non hanno oggi né letteratura né musica che siano loro proprie, ma esprimono delle preferenze marcate per alcuni motivi melodici e contano tra loro degli interpreti di fama internazionale, come il fisarmonicista Rafael Caka o il cantante Myslim Lela, oppure il cantante da Scutari Bujar Qamili. Nella Iugoslavia del sud, il sharki è il loro strumento feticcio.

## Affermazione contemporanea
Anche se una piccola élite rivendica da dieci anni una vera “nazione egiziana” nei Balcani (i nomi delle associazioni sono eloquenti: Piramida, Nefertiti ecc…), sembra poco probabile che questo movimento si sviluppi a causa della mancanza di preparazione di questa élite e dell'indifferenza generale degli altri balcano-egiziani alla promozione di un'affermazione di questo tipo: la quasi totalità di loro si riconosce nella semplice identità socio-regionale, con le sue solidarietà di vecinità e le sue buone parole. Un altro elemento di debolezza proviene dal fatto che i militanti, per semplice opportunismo, cercano di affermarsi con nomi diversi: ashkali, egiziani, albano-egiziani, egiziano-albanesi ecc… dando alle autorità l'impressione di avere a che fare con delle identità differenti e/o confuse.
I matrimoni misti con i rom e, a un grado minore, con la popolazione maggioritaria, si sono moltiplicati da mezzo secolo, ma questo non sembra diminuire il numero di balcano-egiziani che si dichiarano tali. È verosimile che la loro presenza nei Balcani dal IV secolo abbia giocato un ruolo decisivo all'arrivo dei primi rom nel XI e XII secolo. Quando i contadini bizantini li videro li catalogarono come “Egiziani” per analogia con questi migranti del IV secolo, provenienti, loro, effettivamente dall'Egitto e che avevano colpito gli spiriti; questa confusione perdura ancora oggi, per esempio nelle parole “gitano” o “gypsy”, provenienti tutte e due da “egiziano”. In ogni caso, l'affermazione politica locale di questo gruppo ha delle ripercussioni europee (come fu il caso in occasione della guerra in Kosovo) e la sua esistenza non può più restare ignorata dal pubblico.